# Johann Tornow
Johann Tornow, auch Tornau, (getauft 4. Januar 1610 in Neustadt (Brandenburg an der Havel); † 18. August 1662 in Berlin) war ein brandenburgischer Staatsmann.

## Leben

### Herkunft und Familie
Johann war ein Sohn des Bürgermeisters und Syndikus der Neustadt (Brandenburg an der Havel) Johannes Tornow (1579–1629) und der Catharina, geborene Schönhausen aus Stendal. Er vermählte sich 1649 mit Eva Catharina Striepe († nach 1672), einer Tochter von Sebastian Striepe (1582–1649). Aus der Ehe sind wenigstens zwei Töchter hervorgegangen.

### Werdegang
Tornow studierte seit 1629 bzw. 1631 in Leipzig, dann bis 1634 in Wittenberg, war schließlich nach weiteren zwei Jahren cand. jur. in Königsberg. 1639 disputierte er in Frankfurt und begann seine juristische Praxis im selben Jahr in Berlin als Kammergerichtadvokat. Tornow wurde 1642 in Frankfurt zum Dr. jur. utr. promoviert. 
Er erhielt 1646 die Anwartschaft auf das Lehnssekretariat und wurde im November 1648 als Hof- und Kammergerichtsrat bestallt und eingeführt. 1649 wurde er Lehnssekretär und Vorsteher der Schulen in Cölln (Spree) und Joachimsthal, einschließlich des Joachimsthalsches Gymnasiums. Tornow avancierte 1650 zum Wirklichen Geheimen Rat und 1651 zum Staatskammerrat. Im Geheimen Rat war er Hauptarbeiter beim Departement für die Wiederherstellung der Finanzen, zudem Chef des Departements für die Kurmark in publiken Sachen und für die Mittel- und Uckermark in privaten Sachen, schließlich für das Lehns-, Münz- und Salzwesen, sowie das Archiv. Er wurde am 28. Januar 1654 in Regensburg in den Reichsadelsstand erhoben. 1658 wurde er mit einer diplomatischen Mission nach Hannover entsandt.
Tornow erwarb 1646 vom Schwiegervater das halbe Gut Schönwalde im Kreis Oststernberg und kaufte 1647 den Hauptanteil hinzu. Bereits 1650 verkaufte er diesen Besitz jedoch bereits wieder an Ursula von dem Knesebeck. Er besaß weiterhin einen Garten an der Friedrichsgracht in Berlin. Tornow wurde im Cöllner Dom, wo auch ein Epitaph existierte, begraben.